# Sindaci di Vercelli
Di seguito l'elenco cronologico dei sindaci di Vercelli e delle altre figure apicali equivalenti che si sono succedute nel corso della storia.

## Regno di Sardegna (1720-1861)
| Periodo | Periodo | Primo cittadino                       | Partito | Carica     | Note |
| ------- | ------- | ------------------------------------- | ------- | ---------- | ---- |
| 1824    |         | Antonio Viglione                      |         | Sindaco    | -    |
| 1825    | 1830    | Paolo d'Asigliano                     |         | Sindaco    | -    |
| 1831    |         | Francesco Arborio Biamini di Caresana |         | Sindaco    | -    |
| 1832    |         | Paolo Avogadro di Casanova            |         | Sindaco    | -    |
| 1833    | 1834    | Alessandro Arborio Mella              |         | Sindaco    | -    |
| 1835    | 1836    | Dionigi Arborio Gattinara             |         | Sindaco    | -    |
| 1837    | 1839    | Paolo d'Asigliano                     |         | Sindaco    | -    |
| 1840    | 1841    | Luigi Arborio di Gattinara            |         | Sindaco    | -    |
| 1842    | 1843    | Alessandro De Rege di Gifflenga       |         | Sindaco    | -    |
| 1843    |         |                                       |         | Interregno | -    |
| 1844    | 1848    | Carlo Emanuele Arborio Mella          |         | Sindaco    | -    |
| 1849    | 1851    | Carlo Lanchetti                       |         | Sindaco    | -    |
| 1852    |         | Giovanni Orione                       |         | Sindaco    | -    |
| 1853    | 1855    | Stefano Eugenio Stara                 |         | Sindaco    | -    |
| 1855    | 1860    | Luigi Verga                           |         | Sindaco    | -    |

## Regno d'Italia (1861-1946)
Sindaci nominati dal governo (1861-1889)
| Periodo | Periodo | Primo cittadino | Partito | Carica       | Note |
| ------- | ------- | --------------- | ------- | ------------ | ---- |
| 1860    | 1863    | Luigi Verga     |         | Sindaco      | -    |
| 1864    | 1866    | Luigi Marchetti |         | Sindaco      | -    |
| 1867    | 1876    | Felice Monaco   |         | Sindaco      | -    |
| 1877    | 1878    | Demetrio Ara    |         | Sindaco      | -    |
| 1878    |         | F.Ferrero       |         | f.f. Sindaco | -    |
| 1878    | 1890    | Demetrio Ara    |         | Sindaco      | -    |

Sindaci eletti dal Consiglio comunale (1889-1926)
| Periodo | Periodo | Primo cittadino    | Partito | Carica                  | Note |
| ------- | ------- | ------------------ | ------- | ----------------------- | ---- |
| 1890    | 1893    | Amedeo Bellardi    |         | Sindaco                 | -    |
| 1894    | 1897    | Piero Lucca        |         | Sindaco                 | -    |
| 1898    |         | Vincenzo Canetti   |         | Sindaco                 | -    |
| 1899    | 1902    | Giuseppe Locarni   |         | Sindaco                 | -    |
| 1902    |         | Piero Lucca        |         | Prosindaco              | -    |
| 1902    | 1907    | Domenico Dusnasi   |         | Sindaco                 | -    |
| 1907    | 1909    | Giuseppe Fortina   |         | Sindaco                 | -    |
| 1909    | 1912    | Oreste Bacolla     |         | Sindaco                 | -    |
| 1912    | 1913    | Ettore Borgogna    |         | f.f. Sindaco            | -    |
| 1914    | 1915    | Giovanni Garzaroli |         | Regio Commissario       |      |
| 1915    | 1919    | Piero Lucca        |         | Sindaco                 | -    |
| 1919    | 1920    |                    |         | Commissario Prefettizio | -    |
| 1920    | 1922    | Lorenzo Somaglino  |         | Sindaco                 | -    |
| 1922    |         | Giuseppe Pedrotti  |         | f.f. Sindaco            | -    |
| 1922    | 1923    |                    |         | Commissario Prefettizio | -    |
| 1923    | 1924    | Felice Lombardi    |         | Sindaco                 | -    |
| 1925    | 1926    | Ernesto Aghina     |         | f.f. Sindaco            | -    |

Podestà nominati dal governo (1926-1945)
| Periodo | Periodo | Primo cittadino  | Partito     | Carica                  | Note |
| ------- | ------- | ---------------- | ----------- | ----------------------- | ---- |
| 1926    | 1927    |                  |             | Commissario Prefettizio | -    |
| 1927    | 1935    | Adriano Tournon  | PNF         | Podestà                 | -    |
| 1935    | 1941    | Filippo Melchior | PNF         | Podestà                 | -    |
| 1941    | 1942    |                  |             | Commissario Prefettizio | -    |
| 1942    | 1944    | Mario Busca      | PNF poi PFR | Podestà                 | -    |
| 1944    | 1945    | Angelo Mazzucco  | PFR         | Podestà                 | -    |

Sindaci nominati dal Comitato di Liberazione Nazionale (1945-1946)
| Periodo | Periodo | Primo cittadino    | Partito                    | Carica  | Note |
| ------- | ------- | ------------------ | -------------------------- | ------- | ---- |
| 1945    | 1946    | Guido Sola Titetto | Partito Comunista Italiano | Sindaco | -    |

## Repubblica Italiana (dal 1946)
| Sindaci eletti dal Consiglio comunale (1946-1993)    | Sindaci eletti dal Consiglio comunale (1946-1993) | Sindaci eletti dal Consiglio comunale (1946-1993) | Sindaci eletti dal Consiglio comunale (1946-1993) | Sindaci eletti dal Consiglio comunale (1946-1993) | Sindaci eletti dal Consiglio comunale (1946-1993) | Sindaci eletti dal Consiglio comunale (1946-1993) | Sindaci eletti dal Consiglio comunale (1946-1993) | Sindaci eletti dal Consiglio comunale (1946-1993) |
| Nominativo                                           | Nominativo                                        | Partito                                           | Partito                                           | Partito                                           | Partito                                           | Mandato                                           | Mandato                                           | Elezione                                          |
| Nominativo                                           | Nominativo                                        | Partito                                           | Partito                                           | Partito                                           | Partito                                           | Inizio                                            | Fine                                              | Elezione                                          |
| ---------------------------------------------------- | ------------------------------------------------- | ------------------------------------------------- | ------------------------------------------------- | ------------------------------------------------- | ------------------------------------------------- | ------------------------------------------------- | ------------------------------------------------- | ------------------------------------------------- |
|                                                      | Vittore Domiglio                                  |                                                   | Partito Comunista Italiano                        | Partito Comunista Italiano                        | Partito Comunista Italiano                        | 1946                                              | 31 dicembre 1947                                  | Elezione 1946                                     |
|                                                      | Francesco Ansaldi                                 |                                                   | Partito Comunista Italiano                        | Partito Comunista Italiano                        | Partito Comunista Italiano                        | 31 dicembre 1947                                  | 15 marzo 1949                                     | Elezione 1946                                     |
|                                                      | Giuseppe Salerno (Commissario prefettizio)        | –                                                 | –                                                 | –                                                 | –                                                 | 15 marzo 1949                                     | 9 luglio 1949                                     | –                                                 |
|                                                      | Mino Pretti                                       |                                                   | Democrazia Cristiana                              | Democrazia Cristiana                              | Democrazia Cristiana                              | 9 luglio 1949                                     | 6 dicembre 1952                                   | Elezione 1949                                     |
|                                                      | Giorgio Berzero                                   |                                                   | Democrazia Cristiana                              | Democrazia Cristiana                              | Democrazia Cristiana                              | 6 dicembre 1952                                   | 3 dicembre 1953                                   | Elezione 1949                                     |
| 3 dicembre 1953                                      | Giorgio Berzero                                   | 7 gennaio 1958                                    | Democrazia Cristiana                              | Democrazia Cristiana                              | Democrazia Cristiana                              | Elezione 1953                                     |                                                   |                                                   |
| 7 gennaio 1958                                       | Giorgio Berzero                                   | 15 ottobre 1958                                   | Democrazia Cristiana                              | Democrazia Cristiana                              | Democrazia Cristiana                              | Elezione 1957                                     |                                                   |                                                   |
|                                                      | Giuseppe Franchino                                |                                                   | Democrazia Cristiana                              | Democrazia Cristiana                              | Democrazia Cristiana                              | Elezione 1957                                     | 15 ottobre 1958                                   | 27 febbraio 1962                                  |
|                                                      | Giorgio Berzero                                   |                                                   | Democrazia Cristiana                              | Democrazia Cristiana                              | Democrazia Cristiana                              | 27 febbraio 1962                                  | 11 febbraio 1963                                  | Elezione 1961                                     |
|                                                      | Baldassarre Buffa                                 |                                                   | Democrazia Cristiana                              | Democrazia Cristiana                              | Democrazia Cristiana                              | 11 febbraio 1963                                  | 12 febbraio 1966                                  | Elezione 1961                                     |
|                                                      | Mino Pretti                                       |                                                   | Democrazia Cristiana                              | Democrazia Cristiana                              | Democrazia Cristiana                              | 12 febbraio 1966                                  | 16 settembre 1970                                 | Elezione 1965                                     |
|                                                      | Carlo Boggio                                      |                                                   | Democrazia Cristiana                              | Democrazia Cristiana                              | Democrazia Cristiana                              | 16 settembre 1970                                 | 20 agosto 1975                                    | Elezione 1970                                     |
|                                                      | Ennio Baiardi                                     |                                                   | Partito Comunista Italiano                        | Partito Comunista Italiano                        | Partito Comunista Italiano                        | 20 agosto 1975                                    | 24 luglio 1980                                    | Elezione 1975                                     |
| 24 luglio 1980                                       | Ennio Baiardi                                     | 24 maggio 1983                                    | Partito Comunista Italiano                        | Partito Comunista Italiano                        | Partito Comunista Italiano                        | Elezione 1980                                     |                                                   |                                                   |
|                                                      | Ezio Robotti                                      |                                                   | Partito Comunista Italiano                        | Partito Comunista Italiano                        | Partito Comunista Italiano                        | Elezione 1980                                     | 24 maggio 1983                                    | 23 settembre 1985                                 |
|                                                      | Fulvio Bodo                                       |                                                   | Partito Socialista Italiano                       | Partito Socialista Italiano                       | Partito Socialista Italiano                       | 23 settembre 1985                                 | 25 luglio 1990                                    | Elezione 1985                                     |
| 25 luglio 1990                                       | Fulvio Bodo                                       | 3 novembre 1992                                   | Partito Socialista Italiano                       | Partito Socialista Italiano                       | Partito Socialista Italiano                       | Elezione 1990                                     |                                                   |                                                   |
|                                                      | Santo Corsaro (Commissario prefettizio)           | –                                                 | –                                                 | –                                                 | –                                                 | 3 novembre 1992                                   | 30 giugno 1993                                    | –                                                 |
| Sindaci eletti direttamente dai cittadini (dal 1993) |                                                   |                                                   |                                                   |                                                   |                                                   |                                                   |                                                   |                                                   |
| Nominativo                                           | Nominativo                                        | Partito                                           | Partito                                           | Coalizione                                        | Coalizione                                        | Mandato                                           | Mandato                                           | Elezione                                          |
| Nominativo                                           | Nominativo                                        | Partito                                           | Partito                                           | Coalizione                                        | Coalizione                                        | Inizio                                            | Fine                                              | Elezione                                          |
|                                                      | Mietta Baracchi Bavagnoli                         |                                                   | Lega Nord                                         |                                                   | LN                                                | 30 giugno 1993                                    | 22 novembre 1994                                  | Elezione 1993                                     |
|                                                      | Elio Priore (Commissario prefettizio)             | –                                                 | –                                                 | –                                                 | –                                                 | 22 novembre 1994                                  | 8 maggio 1995                                     | –                                                 |
|                                                      | Gabriele Bagnasco                                 |                                                   | Federazione dei Verdi                             |                                                   | PDS-FdV                                           | 8 maggio 1995                                     | 28 giugno 1999                                    | Elezione 1995                                     |
|                                                      | Gabriele Bagnasco                                 | FdV-Dem-PRC-L. civiche                            | Federazione dei Verdi                             | 28 giugno 1999                                    | 28 giugno 2004                                    | Elezione 1999                                     |                                                   |                                                   |
|                                                      | Andrea Corsaro                                    |                                                   | Forza Italia poi Il Popolo della Libertà          |                                                   | FI-AN-UDC-NPSI                                    | 28 giugno 2004                                    | 8 giugno 2009                                     | Elezione 2004                                     |
|                                                      | Andrea Corsaro                                    | PdL-LN-UdC                                        | Forza Italia poi Il Popolo della Libertà          | 8 giugno 2009                                     | 11 giugno 2014                                    | Elezione 2009                                     |                                                   |                                                   |
|                                                      | Maura Forte                                       |                                                   | Partito Democratico                               |                                                   | PD-SC-L. civiche                                  | 11 giugno 2014                                    | 12 giugno 2019                                    | Elezione 2014                                     |
|                                                      | Andrea Corsaro                                    |                                                   | Forza Italia                                      |                                                   | LSP-FI-FdI                                        | 12 giugno 2019                                    | 26 giugno 2024                                    | Elezione 2019                                     |
|                                                      | Roberto Scheda                                    |                                                   | Indipendente                                      |                                                   | FdI-FI-LSP                                        | 26 giugno 2024                                    | in carica                                         | Elezione 2024                                     |